# Double Allergic
Double Allergic è il secondo album in studio del gruppo musicale australiano Powderfinger, pubblicato nel 1996.

## Tracce
1. Skinny Jean – 3:57
2. Turtle's Head – 3:23
3. Pick You Up – 4:19
4. D.A.F. – 3:30
5. Boing Boing – 3:37
6. Give – 2:28
7. Oipic – 4:09
8. Living Type – 3:25
9. JC – 2:50
10. Glimpse – 1:43
11. Take Me In – 2:51
12. (Return of) The Electric Horseman (include le tracce nascoste Vladimir, SS e Come Away) – 18:57